# Isabel Dziobek

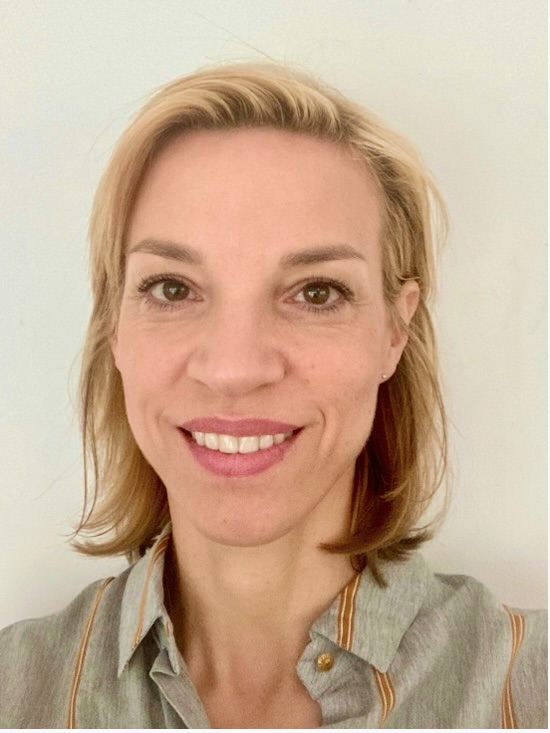
Isabel Dziobek

Isabel Dziobek (* 1973) ist eine deutsche Psychologin und Psychotherapeutin (Kognitive Verhaltenstherapie), sozial-kognitive Neurowissenschaftlerin und Autorin. Sie ist Professorin für Klinische Psychologie Sozialer Interaktion am Institut für Psychologie der Humboldt-Universität zu Berlin und Leiterin der dortigen Hochschulambulanz für Psychotherapie und Psychodiagnostik.
Isabel Dziobek widmet sich der Erforschung und Versorgung von sozialen Interaktionsstörungen, v. a. der Autismus-Spektrum-Spezifik. 2014 erhielt sie den Charlotte- und Karl-Bühler-Preis der Deutschen Gesellschaft für Psychologie.

## Werdegang
Isabel Dziobek studierte Architektur an der Universität Dortmund (1992-1994, ohne Abschluss) und Psychologie an der Ruhr-Universität Bochum (1994-2000, Abschluss als Dipl-Psych.). Ihre Promotionszeit verbrachte sie von 2001 bis 2005 an der New York University School of Medicine, Center for Brain Health und promovierte 2006 an der Universität Bielefeld zu Sozialer Kognition und neuronalen Korrelaten von Autismus-Spektrum-Störungen. Es folgen Tätigkeiten als Postdoktorandin am Max-Planck-Institut für Bildungsforschung in Berlin und die Leitung der Nachwuchsgruppe „Understanding Interaffectivity“ am Exzellenzcluster „Languages of Emotion“ an der Freien Universität Berlin. Isabel Dziobek wurde 2014 an der Freien Universität Berlin habilitiert und 2015 als psychologische Psychotherapeutin (Kognitive Verhaltenstherapie) approbiert.
Sie übernahm 2014 die Professur für Social Cognition an der Berlin School of Mind and Brain, Humboldt-Universität zu Berlin, und ist seit 2018 als Professorin für Klinische Psychologie Sozialer Interaktion am Institut für Psychologie der Humboldt-Universität zu Berlin tätig, wo sie seit 2022 die Hochschulambulanz für Psychotherapie und Psychodiagnostik leitet.

### Privates
Dziobek wurde in Berlin geboren, wuchs aber mit ihren Schwestern Nathalie Dziobek und Nadine Dziobek und den Eltern im Ruhrgebiet in Essen und Mülheim an der Ruhr auf. Einer breiteren Öffentlichkeit wurde Isabel Dziobek 1993 bekannt, als sie mit ihrer eineiigen Zwillingsschwester Nathalie Dziobek die Sendung Freunde der Nacht beim Musiksender VIVA moderierte. Gemeinsam mit ihrer Zwillingsschwester lebte sie von 2001 bis 2005 in New York City, wo Isabel an der New York University ihre Promotion anfertigte und Nathalie als Architektin arbeitete. Seit 2012 lebt Isabel Dziobek mit ihrer Familie in Potsdam. Von 2021 bis 2023 absolvierte Dziobek eine Ausbildung zur Hatha-Yoga-Lehrerin an der Universität Potsdam.

### Wirken
Dziobeks Forschungsschwerpunkte sind bio-psycho-soziale Mechanismen sozialer Interaktionsstörungen (Autismus, Soziale Angststörungen, Persönlichkeitsstörungen, neurobiologische Korrelate sozio-emotionaler Prozesse und die Entwicklung und Evaluation diagnostischer und interventioneller Verfahren im Bereich soziale Interaktion und sozio-emotionale Kompetenz (Einzel- und Gruppen-KVT), Bewegungsinterventionen, E-Mental Health). Außerdem befasst sie sich mit der Erforschung veränderter Bewusstseinszustände, u. a. durch Meditation und Breathwork (hoch-ventilatorische Atemarbeit). Sie ist im wissenschaftlichen Beirat der MIND Foundation. Ein spezielles Interesse gilt dem Bereich Patient and Public Involvement (PPI) im Bereich psychischer Störungen; seit 2023 leitet sie das Center for PPI am Deutschen Zentrum für Psychische Gesundheit (DZPG). Seit Mai 2025 ist sie Sprecherin des DZPG für den Standort Berlin/Potsdam.
Seit ihrer Promotion ist ihr wichtigster Forschungsschwerpunkt die Autismus-Spektrum-Spezifik. 2008 gründete sie mit Sven Bölte die Wissenschaftliche Gesellschaft Autismus-Spektrum (WGAS). 2008 gründete sie die partizipativ arbeitende Autismus-Forschungs-Kooperation (AFK). Für ihre Arbeit erhielt die Gruppe 2016 den Ulrike-Fritze-Lindenthal-Antistigma-Preis der Deutschen Gesellschaft für Psychiatrie und Psychotherapie, Psychosomatik und Nervenheilkunde. Sie führte zahlreiche klinische Studien im Bereich Autismus durch, u. a. im Rahmen ihrer Tätigkeit am Exzellenzcluster NeuroCure der Charité Berlin und veröffentlichte 2019 das bis dato einzige deutschsprachige Therapiemanual, das sich in der Einzelpsychotherapie an erwachsene Menschen mit Autismus ohne Intelligenzminderung richtet.
Im Rahmen von Faculty Positionen engagiert sie sich für die Ausbildung von wissenschaftlichem Nachwuchs, u. a. ist sie Fellow der Max Planck School of Cognition, des Einstein Centers for Neurosciences und der Berlin School of Mind and Brain.

## Ausgewählte Publikationen
Isabel Dziobek hat mehr als 160 wissenschaftliche Publikationen in Zeitschriften mit Peer-Review veröffentlicht.
- "Fühlt weniger! Dialoge über Emotionen". 2011. Theater der Zeit. ISBN 978-3-940737-85-4.
- S. Lipinski, U. Sünkel, C. Totzeck, T. Dresler, I. Baskow, M. Bea, … I. Dziobek (2024). Patient and Public Involvement am Deutschen Zentrum für Psychische Gesundheit: Erreichtes und Herausforderungen. Der Nervenarzt, 95(5), 458-466. doi:10.1007/s00115-024-01630-8
- S. Naumann, M. Bayer, S. Kirst, E. van der Meer, I. Dziobek (2023). A randomized controlled trial on the digital socio-emotional competence training Zirkus Empathico for preschoolers. NPJ science of learning, 8(1), 20. doi:10.1038/s41539-023-00169-8
- S. Lipinski, K. Boegl, E. S. Blanke, U. Suenkel, I. Dziobek (2022). A blind spot in mental healthcare? Psychotherapists lack education and expertise for the support of adults on the autism spectrum. Autism : the international journal of research and practice, 26(6), 1509–1521. doi:10.1177/13623613211057973
- I. Dziobek, S. Lipinski; Partizipative Forschung in Klinischer Psychologie und Psychiatrie in Deutschland – Erreichtes, Gelebtes und ein Blick nach vorne [Participatory Research in Clinical Psychology and Psychiatry in Germany - Achievements, Implementation, and a Look to the Future]. Psychiatr Prax. 2021 Oct;48(7):337-340. German. doi:10.1055/a-1614-0719. Epub 2021 Oct 5. PMID 34610643.